# Kadru
Dans la mythologie hindoue, d'après le Mahâbhârata (Adi Parva), Kadru (Kadrū en transcription IAST, devanagari : कद्रू), est la fille de Daksha, femme de Kashyapa, et mère des Nâgas.
Dans certains cas, dérivés du Ramayana, elle est cependant la fille de Kasyapa et Krodhavaśā, qui est une autre fille de Daksha. Ainsi, elle peut être considérée comme la petite fille de Daksha. 
Rohini Devi est une incarnation partielle de Kadru.